# 哈丁城 (內華達州)
哈丁城（英語：Hardin City）是位於美國內華達州洪堡縣的鬼鎮。

## 歷史
哈丁城的郵局於1866年設立，同年停運。

## 地理
哈丁城所處的海拔為高於海平面1296米（即3924英呎），而該地所採用的時區為UTC-8，即太平洋时区（PST）。同時該地設有夏令時間，為UTC-8調快一小時，即UTC-7（PDT）。